# Plovci
Plovci (znanstveno ime Anatidae) so družina vodnih ptic iz reda plojkokljunov, razširjenih po vsem svetu. Opisanih je 174 vrst, ki jih združujemo v 53 rodov, med njimi splošno znane race, labode in gosi. Nekaj vrst je udomačenih, mnoge so znane kot lovne vrste, v ljudski zavesti, predvsem na Zahodu, pa so zasidrane kot simbol divjine.

## Opis
Med plovce spadajo majhni do zelo veliki ptiči s širokim trupom in majhno glavo na dolgem vratu. Imajo razmeroma kratke noge s plavalno kožico med prsti, kratek rep in praviloma kratek, ploščat kljun z zaokroženo konico, ki ima ob robovih lamele. Operjenost je raznolika, prevladujejo bele, sive in rjave barve, pogosti so ornamenti – manjše zaplate živopisanega perja s kovinskim leskom. Samci so praviloma bolj pisani od samic. Predvsem race imajo gosto perje, ki ga žival prekrije z oljnatim izločkom žlez za vodoodpornost in povečanje plovnosti.
Njihovo parjenje je posebnost, saj predstavljajo plovci znaten delež približno 3 % ptičjih vrst, pri katerih je še ohranjen penis (ostali ptiči se parijo tako, da staknejo kloake). Oblika penisa je zelo raznolika, pri nekaterih vrstah je nabrekel penis tako dolg kot telo, lahko so zaviti na različne načine ali imajo ostre izrastke. Praviloma so to monogamne ptice in pri nekaterih goseh ter labodih ostane par skupaj vse življenje. Mladiči so begavci, ki so se že nekaj ur po izvalitvi sposobni samostojno prehranjevati, popolnoma pa se osamosvojijo po nekaj tednih ali mesecih.
Po prehrani ločimo plovce na dve glavni skupini: večina gosi, labodov in del rac se zadržuje v plitvi vodi, kjer obžirajo podvodno rastlinje, v paritvenem obdobju pa so bolj vsejedi in dopolnjujejo prehrano z vodnimi nevretenčarji, medtem ko so race potapljavke pretežno mesojede.

## Habitat in razširjenost
Kot vodne ptice običajno gnezdijo v bližini vode, vendar lahko v iskanju hrane letijo daleč od nje. Različne vrste se specializirajo na različna vodna telesa, od morskih zalivov, lagun, jezer in ribnikov, sladkovodnih močvirij do rek. Na račun dobrih letalnih sposobnosti živijo plovci po vsem svetu razen Antarktike in odprtega oceana daleč od celine.

## Sistematika
Plovci s svojo raznovrstnostjo predstavljajo skoraj celoten red plojkokljunov, razen majhne družine bodičark (Anhimidae) s tremi vrstami in najbližje sorodne družine Anseranatidae, v katero uvrščamo eno samo zdaj živečo vrsto. Gosi, labode in žvižgače združujemo v poddružino gosi (Anserinae), ostale pa v poddružino rac (Anatinae).
- Poddružina: Dendrocygninae (ena pantropski rod, značilen po dolgih nogah in gosem podobnem videzu)
  - Dendrocygna, žvižgač (8 živečih vrst)
  - Thalassornis, belohrbta raca Labod grbec
- Poddružina: Anserinae, labodi in gosi (3–7 obstoječih rodov z 25–30 danes živečimi vrstami. Večina vrst živi v zmerno hladnem pasu severne poloble, nekatere pa tudi na južni polobli. Labodi so običajno razvrščeni v en rod [včasih v dva],  gosi pa v tri rodove [včasih v dva]. Nekatere druge vrste so včasih umeščene v to poddružino, vendar so verjetno dovolj različne, da spadajo drugam [glej spodaj)
  - Cygnus, pravi labodi (6 vrst, 4 izmed teh so včasih uvrščene v ločen rod Olor)
  - Anser, gosi (11 vrst)
  - Branta, črnobele gosi (6 danes živečih vrst)
- Poddružina: Stictonettinae (en rod v Avstraliji, prej uvrščen v poddružino Oxyurinae)
  - Stictonetta, pegasta raca
- Poddružina: Plectropterinae (en rod v Afriki)
  - Plectropterus, ostrožek
- Poddružina: Tadorninae – kozarke in gosarkeSamec duplinske kozarke (Ta skupina večjih, pogosto polkopenskih vodnih ptic velja za vmesno obliko med labodmi in gosmi (Anserinae) ter pravimi racami (Anatinae). Po reviziji iz leta 1986[6] so v to poddružino uvrstili 10 danes živečih rodov z okoli dvajsetimi vrstami [ena verjetno izumrla]. Večina jih živi na južni polobli, nekaj pa tudi na severni. Kasneje so nekateri raziskovalci podvomili o sorodstvenih povezavah med posameznimi rodovi[7] zato je mogoče, da je skupina v tradicionalni razvrstitvi parafiletska.
  - Tadorna, kozarke (6 vrst, 1 verjetno izumrla) – skupina je morda parafiletska
  - Radjah, Radjah kozarka
  - Salvadorina, Salvadorijeva raca
  - Centrornis, Madagaskarska gosarka (predzgodovinska, začasno uvrščena v to skupino)
  - Alopochen, nilske gosi (1 živeča vrsta, 2 izumrli)
  - Neochen, (2 vrsti)
  - Chloephaga, gosarke (4 vrste)
  - Hymenolaimus, modra raca
  - Merganetta, hudourniška raca

- Poddružina: Aythyinae, race potapljavke (približno 15 vrst rac potapljavk razširjenih po vsem svetu, razvrščenih v dva do štiri rodove. Po morfološki analizi iz leta 1986[6] naj bi verjetno izumrla pink-headed duck iz Indije, ki je bila prej uvrščena v ločen rod Rhodonessa, sodila v rod Netta, čeprav je to kasneje postalo predmet razprav.[8] Čeprav so race potapljavke morfološko podobne racam prevračalkam, podatki iz mitohondrijske DNK potrjujejo, da jih je smiselno obravnavati kot ločeno poddružino, dejansko naj bi bile Tadorninae sorodstveno bližje prevračalkam kot potapljavkam.[7])
  - Netta, žvižgavke in sorodne vrste (4 vrste, 1 verjetno izumrla)
  - Aythya, čopasta črnica, sivka, kostanjevka in druge (12 vrst)
- Poddružina: Anatinae, race prevračalke in moa-nalo (skupina rac prevračalk, ki so razširjene po vsem svetu, se bile prej omeje le na en ali dva roda, ampak so jih razširili[6] na osem danes živečih rodov z okoli 55 vrstami. Moa-nalo so skupina izumrlih, rac neletalk iz Havajev. Do danes so znane štiri vrste v treh rodovih. Bile so velike ptice z velikimi kljuni, dolgo so jih imeli za gosi, a danes vemo, da so bile bližnji sorodniki mlakarice.  Kanadska gos
  - Anas:  dolgorepa raca, mlakarica ipd. (40–50 danes živečih vrst, 3 izumrle)
  - Chendytes, gosi potapljavke (izumrle okoli 450–250 pr. n. št.[9])
  - Spatula, žličarica
  - Mareca, žvižgavka in konopnica
  - Lophonetta, čopasta raca
  - Speculanas, očalasta raca
  - Amazonetta, brazilska raca
  - Sibirionetta, formoški kreheljc
  - Chelychelynechen, želvokljuna moa-nalo (prazgodovinska)
  - Thambetochen, debelokljuna moa-nalo (2 vrsti, prazgodovinska)
  - Ptaiochen, tankokljuna moa-nalo (predzgodovinska)
- Pleme: Mergini, morske race Zvonec (Ta skupina vključuje 9 danes živečih rodov in okoli 20 živih vrst. Večina pripadnikov živi na severni polobli, nekaj [večinoma izumrlih] žagarjev pa tudi na južni.)
  - Shiriyanetta (predzgodovinska)
  - Polysticta, ruska gaga
  - Somateria, gage (3 vrste)
  - Histrionicus, harlekinke (vključuje Ocyplonessa)
  - Camptorhynchus, labradorska raca (izumrla)
  - Melanitta, črne race (6 vrst)
  - Clangula, zimska raca (1 vrsta)
  - Bucephala, zvonec (3 vrste)
  - Mergellus, mali žagar
  - Lophodytes, kapucasti žagar
  - Mergus, žagarji (4 živeče vrst, 1 izumrla)
- Pleme: Oxyurini, trdorepke (majhna skupina s 3–4 rodovi, od katerih sta 2–3 monofiletski, z 7–8 živečih vrst)
  - Oxyura, trdorepke  (5 živečih vrst)
  - Nomonyx, maskirana raca
  - Heteronetta, črnoglava raca
- Nedorečeno: Največja neznanka pri sistematiki rac je to, ali so nekateri rodovi bližje kozarkam ali racam prevračalkam..Redka belokrila raca, vrsta z nejasno uvrstitvijo. Nevestica Aix sponsa Glejte tudi zgoraj navedene monotipske poddružine
  - Coscoroba, labodnik – Anserinae ali v ista poddružina kot Cereopsis?
  - Cereopsis, Cape Barren gos –  Anserinae, Tadorninae ali lastna poddružina?
  - Biziura, mošusna raca (1 živeča vrsta) - Oxyurini?
  - Cnemiornis, Novozelandska gos (prazgodovinska) – kot Cereopsis
  - Malacorhynchus, rožnatouha raca (1 živeča vrsta) – Tadorninae, Oxyurinae ali Dendrocheninae?
  - Sarkidiornis, grebenokljuna raca – Tadorninae ali bližje racam prevračalkam?
  - Tachyeres, frfotavke (4 vrste) – Tadorninae ali bližje racam prevračalkam?
  - Cyanochen, modrokrila gos – Tadorninae ali bolj oddaljen klad?
  - Nettapus, račke (3 vrste) – Anatinae ali del južne evolucijske veje?
  - Pteronetta, Hartlaubova raca – tradicionalno raca prevračalka, ampak lahko je bližje Cyanochen
  - Cairina in Asarcornis, bleščavka in belokrila raca (2 vrsti) – tradicionalno race prevračalke, a so morda parafiletske, z eno vrsto v Tadorninae in drugo bližje racam potapljavkam
  - Aix, mandarinka in nevestica (2 vrsti) – race prevračalke ali Tadorninae?
  - Callonetta, čipkasta raca – race prevračalke ali Tadorninae?
  - Chenonetta, grivasta raca (1 živeča vrste) – race prevračalke ali Tadorninae? Vključuje Euryanas.
  - Marmaronetta, marmorne race – prej race prevračalke; verjetno race potapljavke ali samostojna poddružina

### Prazgodovinske vrste
Na osnovi subfosilnih kosti, najdenih na ʻ (Havajski otoki), sta znani dve skrivnostni vrsti vodnih ptic. Med danes živečimi in znanimi izumrlimi vrstami reda plojkokljunov  na tem arhipelagu najdemo gosi rodu Branta in njihove potomce ter zgoraj omenjene moa-nalo. Naslednji dve vrsti sta zagotovo novi, a ju ni mogoče zanesljivo uvrstiti niti v poddružino; Kaua ʻ je najstarejši izmed velikih havajskih otokov, kar pomeni, da sta se vrsti morda razvijali izolirano skoraj skoraj 10 milijonov let (od poznega miocena), kar dodatno otežuje določanje njihove sorodnost:
- Dolgonoga "kozarka", Anatidae sp. et gen. indet.
- Kaua'i raca, Talpanas lippa

Podobno velja za Branta rhuax z Velikega otoka Hawaiʻi in velikansko ptico podobno gosi z otoka z Oʻahu, ki ju poznamo le po zelo nepopolnih in v prvem primeru močno poškodovanih kostnih fragmentih. Za je bilo predlagano, da je kozarka, vendar je bila ta domneva na splošno zavrnjenazaradi slabe ohranjenosti najdb in biogeografskih razlogov. Prisotnost dolgonoge ptice Kauaʻi pa vseeno namiguje, da so bile kozarke morda nekoč prisotne na havajskem otočju.

### Fosilne vrste
Fosilni zapisi plovcev so zelo obsežni, vendar mnogih prazgodovinskih rodov zaradi zgoraj navedenih razlogov ni mogoče nedvoumno uvrstiti v današnje poddružine. Za prazgodovinske vrste obstoječih rodov glejte posamezne opise teh rodov.
Dendrocheninae – domnevno bolj razvit sorodnik žvižgavk ali pa prednik trdorepih rac, vzporednih s žvižgavkami; če niso izumrli, bi jih lahko uvrstili v Oxyurinae (vključno z Malacorhynchusom)
- Mionetta (pozni oligocen – srednji miocen v srednji Evropi in Kazahstanu) – vključuje "Anas" blanchardi, "A." consobrina, "A." natator, "Aythya" arvernensis
- Manuherikia (Bathani, zgodnji/srednji miocen, Otago, Nova Zelandija)
- Dendrochen (zgodnji – pozni? miocen) – vključuje "Anas" integra, "A." oligocaena
- Dendrocheninae gen. et sp. indet. (pozni miocen, Argentina)

Anserinae
- Cygnavus (zgodnji miocen, Nemčija)
- Cygnopterus (srednji oligocen, Belgija – zgodnji miocen, Francija) – včasih vključen v Cygnavus
- Megaloditi (srednji miocen, Kalifornija, ZDA)
- "cf. ''Megalodytes"'' (Haraichi srednji miocen, Anaka, Japonska)
- Anserobranta (pozni miocen srednje Evrope) – vključuje ''"Anas" robusta'', veljavnost dvomljiva
- Presbychen (pozni miocen, Sharktooth Hill, ZDA)
- Afrocygnus (pozni miocen – zgodnji pliocen, vzhodnoafriška regija)
- Paracygnus (pozni pliocen,  Nebraski, ZDA)
- Eremochen (pliocen)

Tadorninae
- Australotadorna (pozni oligocen – zgodnji miocen,  Avstralija)
- Miotadorna (zgodnji/srednji miocen, Otago, Nova Zelandija)
- Tadorninae gen. et sp. indet. (srednji miocen, Maryland, ZDA)
- Balcanas (zgodnji pliocen, Dorkova, Bolgarija) – lahko sinonim za Tadorna ali celo navadno raco
- Anabernicula (pozni pliocen) ? – pozni pleistocen jugozahodne in zahodne Severne Amerike)
- Brantadorna (srednji pleistocen, Vallecito Creek, ZDA)
- Nannonetta (pozni pleistocen, Peru)
- Zqueheanas (miocen,  Argentina)

Anatinae
- Sinane (srednji miocen, provinca Shandong, Kitajska)
- Wasonaka (srednji pliocen, Mehika)

Oxyurinae
- Dunstanetta (zgodnji/srednji miocen, Otago, Nova Zelandija) – okvirno postavljeno tukaj
- Lavadytis (miocen, Nevada, ZDA)
- Pinpanetta (pozni oligocen – zgodnji miocen, Avstralija)
- Tirarinetta (pliocen, Avstralija)

Incertae sedis
- Aldabranas (pozni pleistocen, Aldabra, Indijski ocean) – Anatinae ali Tadorninae* "Anas" albae (pozni miocen Polgárdi, Madžarska) – mergine? Prej v Mergusu
- "Anas" eppelsheimensis (zgodnji pliocen, Eppelsheima, Nemčija) – Anatinae?
- "Anas" isarensis (pozni miocen, Aumeister, Nemčija) – Anatinae?
- "Anas" luederitzensis (zgodnji miocen, Lüderitzbucht, Namibija) – Anatinae?
- "Anas" meyerii (srednji miocen, Öhningen, Nemčija) Opisan po enem samem močno zdrobljenem tarsometatarzusu in falangah. To vrsto je leta 1867 poimenoval Milne-Edwards, nato pa jo je leta 1964 Brodkorb ponovno združil v rod Aythya. Ta vrsta trenutno velja za Aves incertae sedis.[10]
- Ankonetta larriestrai (miocen, Argentina)
- "Anser" scaldii (pozni miocen, Antwerpen, Belgija) – Anserinae ali Tadorninae* Anatidae gen. et sp. indet. (pozni miocen, Alcoota, Avstralija) – Anatinae, Oxyurini?
- "Anas" velox (srednji–pozni? miocen, srednja Evropa) – Anatinae? Lahko vključuje "A." meyerii
- Anatidae gen. et sp. indet. (Waiteov pozni miocen iz Alcoote, Avstralija) – Tadorninae?
- Anatidae gen. et sp. indet. MNZ S42797 (zgodnji/srednji miocen, Otago, Nova Zelandija)
- Anatidae gen. et sp. indet. (Srednji miocen Nördlinger Ries, Nemčija) – Tadorninae?
- Anatidae gen. et sp. indet. (srednji miocen Mátraszõlõs, Madžarska)
- "Aythya" chauvirae (srednji miocen, Sansan, Francija in Credinţa, Romunija) – 2 vrsti
- Caerulonettion (zgodnji miocen, Francija in Češka, srednji miocen, Nemčija)
- Cayaoa (zgodnji miocen, Argentina)
- "Chenopis" nanus (pleistocen, Avstralija) – vsaj 2 taksona, lahko sta živeči vrsti
- Garganornis (pozni miocen, Gargan, Italija)
- Gračanicaneta (srednji miocen, Bosna in Hercegovina)
- Lavanttalornis (srednji miocen, Avstrija)
- Matanas (zgodnji/srednji miocen, Otago, Nova Zelandija)
- Mioquerquedula (srednji miocen, Mongolija)
- "Oxyura" doksana (zgodnji miocen, Dolnic, Češka)
- Protomelanitta (srednji miocen, Mongolija in Nevada, ZDA)
- Uyrekura (zgodnji oligocen, Kazahstana)

Domnevne ali sporne prazgodovinski plovci so:
- Romainvillia (pozni eocen/zgodnji oligocen) – Anseranatidae ali Anatidae (lastna poddružina)
- Loxornis (Deseado, zgodnji oligocen v Argentini)
- Paracygnopterus (zgodnji oligocen Belgije in Anglije)
- Teleornis (Deseado, zgodnji oligocen v Argentini)
- Guguschia (pozni oligocen Pirəkəşkül, Azerbajdžan) – Anserinae ali Pelagornithidae (enako kot Caspiodontornis ?)
- Chenornis (zgodnji miocen) – Anserinae ali Phalacrocoracidae
- Paranyroca (rosebud, zgodnji miocen, okrožje Bennett, ZDA) – Anatidae (lastna poddružina) ali ločena družina?
- Eoneornis (miocen v Argentini) – Anatinae? Nomen dubium
- Eutelornis (miocen v Argentini) – Anatinae?

Srednjeoligocenski rod Limicorallus (iz Chelkar-Teniza v Kazahstanu je bil včasih obravnavan kot član poddružine Anserinae. Sedaj je prepoznan kot primitivni kormoran. Sprva so mislili, da Eonessa iz srednjega eocena pripada družini Anatidae, vendar je bila leta 1978 ponovno opravljena analiza holotipa, ki je pokazala, da gre za ptico Aves incertae sedis.